# Martín de Beratúa

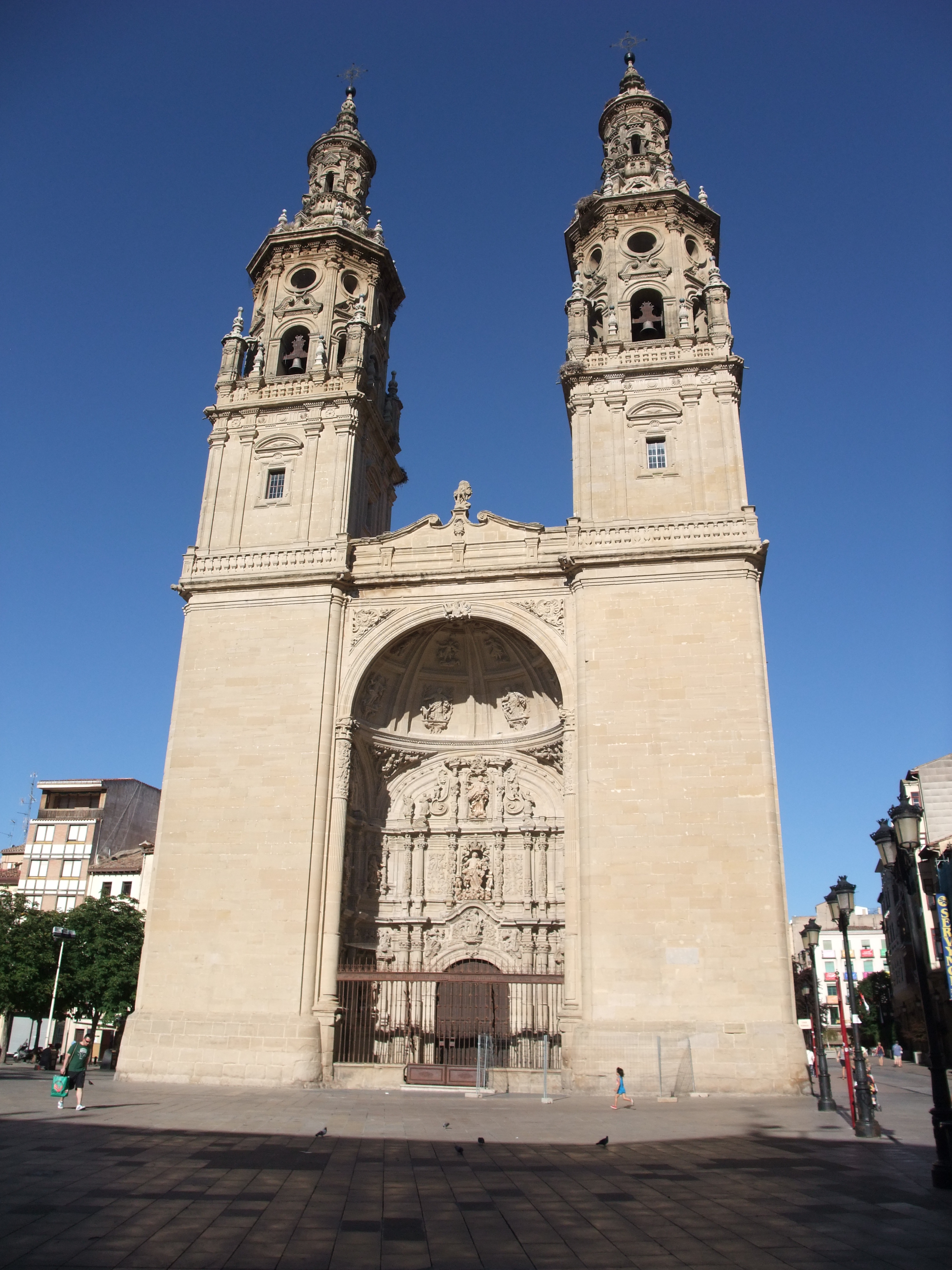
Kathedrale Santa María de la Redonda in Logroño

Martín de Beratúa (* in Abadiano, Baskenland; Geburts- und Todesdatum unbekannt) war ein spanischer Barockarchitekt in der Mitte des 18. Jahrhunderts.

## Werk
Martín de Beratúa ist hauptsächlich bekannt durch seine Mitwirkung an der Gestaltung der Türme der Kathedrale Santa María de la Redonda in Logroño, des freistehenden Campaniles der Kathedrale von Santo Domingo de la Calzada und des Turms der Iglesia de Santa María de la Asunción in Briones. Dass ihm noch andere Bauten zugeordnet werden können, ist wahrscheinlich, aber bislang nicht nachgewiesen.
Typisches Merkmal seiner Fassaden bzw. Türme ist die starke optische Zweiteiligkeit mit schmucklosen Untergeschossen und überaus reich gestalteten Turmhelmen.
| Personendaten    | Personendaten                        |
| ---------------- | ------------------------------------ |
| NAME             | Beratúa, Martín de                   |
| KURZBESCHREIBUNG | spanischer Architekt                 |
| GEBURTSDATUM     | 17. Jahrhundert oder 18. Jahrhundert |
| GEBURTSORT       | Abadiano, Baskenland                 |
| STERBEDATUM      | 18. Jahrhundert oder 19. Jahrhundert |